# The Really Loud House
The Really Loud House (The Loud House: Uma Verdadeira Família Barulhenta no Brasil ou Loud Realmente em Casa em Portugal) é uma série de televisão de comédia americana desenvolvido por Tim Hobert e foi exibido pela Nickelodeon em 3 de novembro de 2022 e 26 de novembro de 2024. É um spin-off live-action da série The Loud House e a terceira série de televisão da franquia geral, utilizando alguns dos atores que apareceram no telefilme de 2021, A Loud House Christmas.
No Reino Unido e na Irlanda, a série estreou na Nickelodeon em 27 de fevereiro de 2023. No Brasil, a série estreou em 6 de maio na Nickelodeon Brasil. Em Portugal, a série estreou em 22 de maio no Nickelodeon Portugal.
Em abril de 2023, a série foi renovada para uma segunda temporada e recebeu sinal verde para um filme de televisão de Halloween intitulado A Really Haunted Loud House.

## Premissa
A série segue Lincoln Loud, de 12 anos, em novas aventuras na cidade de Royal Woods com seu melhor amigo Clyde McBride, enquanto também navega no caos de viver em família.

## Elenco e personagens
| Lincoln Loud         | Wolfgang Schaeffer      | Wirley Contaifer  |
| Clyde McBride        | Jahzir Bruno            | Charles Emmanuel  |
| Leni Loud            | Eva Carlton             | Jullie            |
| Luna Loud            | Sophia Woodward         | Mariana Torres    |
| Luan Loud            | Catherine Bradley       | Gabriela Medeiros |
| Lynn Loud Jr. (Irmã) | Annaka Fourneret        | Vitória Crispim   |
| Lucy Loud            | Aubin Bradley           | Tônia Mesquita    |
| Lisa Loud            | Lexi Janicek            | Louise Schachter  |
| Lola Loud            | Ella Allan              | Lhays Macêdo      |
| Lana Loud            | Mia Allan               | Jéssica Vieira    |
| Rita Loud            | Jolie Jenkins           | Márcia Morelli    |
| Lynn Loud Sr.        | Brian Stepanek          | Eduardo Dascar    |
| Recorrente           |                         |                   |
| Lori Loud            | Lexi DiBenedetto        | Carina Eiras      |
| Lily Loud            | August Michael Peterson | Hannah Buttel     |
| Howard McBride       | Stephen Guarino         | Gabriel Oliveira  |
| Harold McBride       | Ray Ford                | Flávio Back       |
| Liam Hunnicutt       | Gavin Maddox Bergman    | TBA               |
| Charlie Uggo         | Bella Blanding          | TBA               |

|                     | Brasil                             |
| ------------------- | ---------------------------------- |
| Estúdio de dublagem | Som de Vera Cruz                   |
| Mídia               | TV paga (Nickelodeon) e Paramount+ |

## Produção
Em 24 de março de 2022, uma série live-action de The Loud House foi originalmente anunciada para a Paramount+. Os principais membros do elenco de A Loud House Christmas reprisam seus papéis na série, incluindo Wolfgang Schaeffer como Lincoln e Jahzir Bruno como Clyde. As filmagens da série começaram em Albuquerque, Novo México em junho de 2022. Em setembro de 2022, foi anunciado que a série, intitulada The Really Loud House, estrearia na Nickelodeon em novembro de 2022. Em 5 de outubro de 2022, foi anunciado que a série estrearia em 3 de novembro de 2022.
Em 4 de abril de 2023, a série foi renovada para uma segunda temporada de 20 episódios, junto com um filme para televisão de Halloween intitulado A Really Haunted Loud House. As filmagens da segunda temporada foram marcadas para começar em 5 de junho de 2023, mas em 24 de maio de 2023, a produção da segunda temporada foi encerrada por causa do piquete para a greve dos roteiristas dos Estados Unidos de 2023.
Após a conclusão das greves, as filmagens da segunda temporada começaram em Albuquerque em dezembro de 2023. Em 16 de janeiro de 2024, foi anunciado que a segunda temporada estrearia em 19 de fevereiro de 2024.
Em 18 de outubro de 2024, foi anunciado que a série terminaria após duas temporadas. O final foi ao ar em 26 de novembro de 2024.

## Episódios
| Resumo | Resumo | Episódios | Episódios | Originalmente exibido   | Originalmente exibido  | Transmissão lusófona    | Transmissão lusófona  |
| Resumo | Resumo | Episódios | Episódios | Estreia da temporada    | Final da temporada     | Estreia da temporada () | Final da temporada () |
| ------ | ------ | --------- | --------- | ----------------------- | ---------------------- | ----------------------- | --------------------- |
|        | 1      | 20        | 20        | 3 de novembro de 2022   | 29 de junho de 2023    | 6 de maio de 2023       | 8 de dezembro de 2023 |
|        | 2      | 19        | 19        | 19 de fevereiro de 2024 | 26 de novembro de 2024 | 16 de setembro de 2024  | 6 de dezembro de 2024 |

### 1ª Temporada (2022–23)
| N.º na série | N.º na temp. | Título | Dirigido por                   | Escrito por                  | Exibição original      | Exibição no Brasil    | Cód. de produção | Audiência (milhões) |
| --- | ------------ | --- | ------------------------------ | ---------------------------- | ---------------------- | --------------------- | ---------------- | ------------------- |
| 1 | 1            | "O Macho Man Tem un Plano (BR)" "The Macho Man With the Plan"                                                                 | Jonathan Judge                 | Tim Hobert                   | 3 de novembro de 2022  | 6 de maio de 2023     | 101              | 0.22                |
| O meio-aniversário de Lynn Loud Sr. está chegando. Devido ao fato de Lucy estar acordada há 52 horas assistindo a um filme de terror para a reunião do Clube dos Morticians, Lynn Sr. e Rita estabelecem uma nova regra em que todos devem estar na cama à meia-noite. Isso afeta os planos de Lincoln de obter uma Medalha Macho, que será obtida durante uma maratona Rip Hardcore, onde um código especial deve ser inserido naquele momento. Para conseguir isso, Lincoln e Clyde ajudam as irmãs de Lincoln em seus diferentes problemas, o que vai bem. Quando se trata de levar Lynn Sr. ao French-Mex de Jean Juan para seu jantar de meio aniversário, Lincoln convence Lisa a fazer seu robô Todd se passar por ele. Atores convidados: Lexi DiBenedetto como Lori, August Michael Peterson como Lily, Miles Burris como Rip Hardcore. |              | |                                |                              |                        |                       |                  |                     |
| 2 | 2            | "Dia das Tarefas (BR)" "The Chore Thing"                                                                                      | Melissa Kosar                  | Tim Hobert                   | 10 de novembro de 2022 | 13 de maio de 2023    | 102              | 0.21                |
| Sábado é dia de tarefas domésticas na casa do Loud e Lynn Sr. trabalha para garantir que seus filhos estejam fazendo seu trabalho enquanto Rita cobre a história do bibliotecário da cidade raspando o bigode. Lynn Sr. manda Lincoln fazer o trabalho no quintal depois que Clyde, sem saber, menciona como Lincoln sai disso. Lincoln convoca Lana para acelerar o motor do cortador de grama, que anda rápido demais. Os dois acabam tendo problemas com o chefe de polícia Wellington, que acaba arrastando-os em um passeio que envolve perseguir o chefão dos laticínios Milkshake Marty e sua gangue Custard. Enquanto isso, Lisa trabalha para limpar o banheiro com seu Zapmaster 3000. Lola e Lucy ficam presas no porão com um suposto monstro mesopotâmico meio bode meio serpente de um dos filmes de terror que eles estavam assistindo lá enquanto todos os outros começam a ficar trancados no banheiro com eles um por um. Lily desaparece da supervisão de Lynn Sr. enquanto ele luta para encontrá-la. Atores convidados: August Michael Peterson como Lily, Ray Ford como Harold McBride, Stephen Guarino como Howard McBride, Keeshan Giles como Chief Wellington, Stephen Kramer Glickman como Milkshake Marty |              | |                                |                              |                        |                       |                  |                     |
| 3 | 3            | "O Dilema da Espinha (BR)" "The Blemish Dilemish"                                                                             | David Kendall                  | Michael Hobert               | 17 de novembro de 2022 | 27 de maio de 2023    | 104              | 0.19                |
| A Action News Team trabalha para encontrar uma história em que são instruídos pela Sra. Tyte a dar uma entrevista a Charlie Uggo, que por acaso é uma garota que acabou de se mudar do Tennessee quando Lincoln se apaixona por ela enquanto sofre de uma espinha na bunda no mesmo tempo. Ele descobre que Charlie tem os mesmos hobbies enquanto trabalha para impressioná-la com a ajuda de Leni, Luna e Luan. Enquanto isso, Lynn Sr. trabalha para tratar as doenças de todos enquanto Rita afirma que eles precisam encontrar um médico que possa ajudá-los 24 horas por dia, 7 dias por semana. Eles conhecem um médico chamado Dr. Simmons, que se mudou para a vizinhança enquanto trabalham para fazer amizade com ele e evitar as despesas médicas astronômicas que acompanham seus filhos. Atores convidados: Brian George como Dr. Simmons, Gavin Maddox Bergman como Liam Hunnicutt, Nolan Maddox como Rusty Spokes, Mateo Castel como Zach Gurdle, Trinity Jo-Li Bliss como Stella Zhau, Bella Blanding |              | |                                |                              |                        |                       |                  |                     |
| 4 | 4            | "A Decisão da Banana Split (BR)" "The Banana Split Decision"                                                                  | David Kendall                  | David McHugh & Matt Flanagan | 24 de novembro de 2022 | 10 de junho de 2023   | 106              | 0.22                |
| Lynn Loud Sr. e Rita Loud vão às reuniões de pais e professores, onde prometem pedir Banana Split da Tia Pam se houver mais críticas boas do que ruins. Eles vão e voltam entre as escolas para ouvir cada uma das críticas dos professores. Quando cada uma das irmãs é dividida por críticas positivas e críticas negativas, Lincoln trabalha para levar seu ensaio ao Sr. Bolhofner para que sua decisão tenha o voto decisivo. Atores convidados: Clyde Kusatsu como Sr. Yanaga, Brian Thomas Smith como Sr. Bolhofner |              | |                                |                              |                        |                       |                  |                     |
| 5 | 5            | "Ro-mano (BR)" "Ro-Bro" | Phill Lewis                    | Angela Yarbrough             | 1 de dezembro de 2022  | 20 de maio de 2023    | 103              | 0.12                |
| Lincoln comenta com Clyde sobre como os jovens de 18 anos obtêm todos os videogames mais antigos, como "Blood, Bath e Beyond: Deathfest 7". Inspirado pelo irmão mais velho legal de um colega, Lincoln dá a Lisa a ideia de ajudá-lo. Isso leva Lisa e Todd a construir um robô para ele chamado Ro-Bro 5000. Ele faz coisas com Lincoln, como levá-lo em uma viagem a lugares em 19 minutos, ajudá-lo com o dever de casa e receber um disco do Sr. Grouse, e obtendo "Blood, Bath e Beyond: Deathfest 7", Ro-Bro 5000 considera Clyde um nerd e começa a causar problemas para ele. Enquanto isso, Lynn Sr. joga seu pescoço para fora e tenta fazer um método relaxante no banheiro, onde suas tentativas de relaxar continuam sendo frustradas pelas diferentes atividades de suas filhas. Atores convidados: Jack Griffo como Ro-Bro |              | |                                |                              |                        |                       |                  |                     |
| 6 | 6            | "Quero Segurar a Sua Mão (BR)" "I Wanna Hold Your Hand"                                                                       | Melissa Kosar & Jonathan Judge | Amy Pittman                  | 8 de dezembro de 2022  | 24 de junho de 2023   | 108              | 0.19                |
| A Royal Woods Middle School está tendo um baile escolar chamado Kangaroo Hop, enquanto Liam trabalha em seu primeiro documentário para o Action News, onde Lori ganhou uma coroa, enquanto Rita só conseguiu o segundo lugar para Brenda Wilkinson. Com Rusty ainda saindo com Charlie, Lincoln faz outra tentativa de impressioná-la enquanto Lori dá conselhos, fazendo com que Lynn pense que Lori o azarou quando ele começa a errar para desespero de Lori. Howard e Harold juntam Clyde com a filha de seu quiroprático, Marnie Steppenberg. Lynn Sr. trabalha em aperitivos para a festa pré-Kangaroo Hop e trabalha para obter feedback dos participantes. Atores convidados: Lexi DiBenedetto como Lori, Ray Ford como Harold McBride, Stephen Guarino como Howard McBride, Gavin Maddox Bergman como Liam Hunnicutt, Nolan Maddox como Rusty Spokes, Mateo Castel como Zach Gurdle, Bella Blanding como Charlie Uggo, Brian Anderson como AJ Squaredaway |              | |                                |                              |                        |                       |                  |                     |
| 7 | 7            | "O Cara que te Faz Voar (BR)" "The Guy Who Makes You Fly"                                                                     | Jonathan Judge                 | Peter Limm                   | 5 de janeiro de 2023   | 17 de junho de 2023   | 107              | 0.20                |
| Lincoln diz a Clyde que passará as férias de sua família na cabana da tia Ruth, o que significa que não poderá comparecer à festa do pijama. Clyde se oferece para substituir Lincoln enquanto ele estiver fora, onde Lincoln participará de outra festa do pijama se Clyde for bem-sucedido. Ele trabalha para fazer coisas como ajudar Lynn a tirar o lixo de seu sistema, ajudar Luna a escrever uma música para Sound Cloud quando ela sofre de bloqueio de escritor, informar Rita sobre Luna não limpar sua parte da sala e ajudar Leni com ela namorado Chase, que gosta das coisas que Lynn Sr. faz em vez de fazer o dever de casa com ela. Quando tudo dá errado, Clyde precisa recorrer a Lincoln para colocar tudo de volta nos trilhos. Atores convidados: Ricardo Hurtado como Chase e Joe Nieves como Chase |              | |                                |                              |                        |                       |                  |                     |
| 8 | 8            | "O Empresário Tem um Planário (BR)" "The Manager With The Planager"                                                           | Phill Lewis                    | David McHugh & Matt Flanagan | 12 de janeiro de 2023  | 3 de junho de 2023    | 105              | 0.17                |
| No Royal Woods Pavilion, Clyde assiste a um grupo de percussão chamado Bucket Bashers, pois Lincoln sabe sobre a bateria secreta de Clyde e planeja incentivá-lo a convidá-los, tornando-se o empresário de Clyde. Clyde afirma que nunca tocou bateria na frente das pessoas, pois Lincoln trabalha para ajudá-lo a superar isso de todas as maneiras possíveis, por meio de diferentes shows de prática. Enquanto isso, Luan informa Lynn Sr. que a lendária comediante Joan Shivers está apresentando seu show de aposentadoria na Sunset Canyon Retirement Home, onde ela se tornou a banda de abertura, já que Joan mais tarde dá a Luan algumas críticas construtivas que a fazem pensar em desistir da comédia. Depois de obter crédito extra do Sr. Rickshaw, Leni planeja obter um A em seu próximo relatório oral de história sobre Calvin Coolidge para o Sr. Rickshaw enquanto Luna a ajuda a estudar. Atores convidados: Vicki Lawrence como Joan Shivers, Phill Lewis como Mr. Rickshaw |              | |                                |                              |                        |                       |                  |                     |
| 9 | 9            | "Coração e Alma (BR)" "Heart and Soul"                                                                                        | Jonathan Judge                 | Tim Hobert                   | 19 de janeiro de 2023  | 30 de outubro de 2023 | 111              | 0.20                |
| Lincoln e Clyde planejam um sistema de catapulta para Lincoln participar, para que possam bater o recorde de Liam. Enquanto isso, Rita descobre que Lynn Sr. deixou Lucy, Lana, Lola, Lisa e Lily ficarem acordadas a noite toda para assistir Os Vampiros de Melancholia. Depois de ouvir os argumentos respeitosos, Lucy, Lola, Lisa e Lily seguem as etapas que se seguem, que não vão de acordo com seus planos. Ao mesmo tempo, Luna se supera no Burnt Bean ao visitar a estrela pop Kiki Carlyle e trabalha na criação de um vídeo ClikClok com a ajuda de Lily e Todd. Atores convidados: August Michael Peterson como Lily, Jayden Bartels como Kiki Carlyle, Justin Allan como Young Lincoln, Ava Torres como Young Luna e Anthony LeBlanc como Barista/MC |              | |                                |                              |                        |                       |                  |                     |
| 10 | 10           | "Louds Não São Permitidos (BR)" "No Louds Allowed"                                                                            | Jonathan Judge                 | Michael Hobert               | 26 de janeiro de 2023  | 31 de outubro de 2023 | 112              | 0.27                |
| Lincoln encontra seu quarto constantemente invadido por suas irmãs. Ao ficar descontente com a infração de eles entrarem em seu quarto, já que ele é o único que não tem companheiro de quarto, Lincoln trabalha para fazer do sótão um novo ponto de encontro para ele e Clyde. Eles iniciam o Rad Retro Room exclusivo, onde suas irmãs não estão na lista. Isso faz com que as irmãs de Lincoln retaliem iniciando seus próprios clubes exclusivos, onde Leni e Luna iniciam o L2 Lounge em seu quintal, Lucy e Lisa iniciam um clube de outra dimensão no porão e Lynn e Lana iniciam um clube esportivo onde obtêm assistência em executando a energia lá de Tony Hawk após um apagão. Enquanto isso, Lynn Sr. e Rita trabalham para fazer Lily dormir quando ela acaba em greve de sono. Atores convidados: August Michael Peterson como Lily e Tony Hawk como ele mesmo |              | |                                |                              |                        |                       |                  |                     |
| 11 | 11           | "A Princesa e a Esmeralda Eterna – Parte 1 (BR)" "The Princess and the Everlasting Emerald: A Royal Woods Fairytale - Part 1" | Jonathan Judge                 | Alan Yanaga                  | 2 de fevereiro de 2023 | 1 de julho de 2023    | 109              | ASD                 |
| Lincoln conta a Lily uma história para dormir. Neste conto de fadas, Lincoln descobre por Charlie que sua família está prestes a voltar para o Tennessee, então ele decide dar a ela a Esmeralda Eterna para se lembrar dele. Infelizmente, custa $5.700,00 na comida e combustível da Flip. Ao mesmo tempo, Lynn Sr. não consegue encontrar ninguém para se juntar a ele na Charity Week desde que Luna tem um show no The Burnt Bean, Luan tem uma noite de microfone aberto na Casa do Mike, Lynn está participando de um torneio de futebol, Lola tem um concurso e Lily está fora com Pop Pop. Para acumular o dinheiro que ele precisa para obter a esmeralda, Lincoln deve juntar-se a sua família e Flip para levantar dinheiro suficiente para salvar a comida e combustível da Flip quando o bem-sucedido irmão de Flip, Walter Philipini, que ele mentiu sobre o motivo de pedir dinheiro emprestado a ele. Para conseguir, Flip faz Rita se passar por sua esposa, onde Lucy é Luan, Lana é Lola e Lisa e Leni são uma à outra, já que ele não consegue acertar seus nomes. Além disso, Flip trancou Lynn Sr. no porão durante o jantar da família com Walter. A mesma coisa acontece com Luna, Luan, Lynn e Lola quando eles voltam mais cedo de suas atividades. Atores convidados: Stephen Tobolowsky como Walter Phillipini, Kevin Chamberlin como Flip Phillipini, August Michael Peterson como Lily Loud e Bella Blanding como Charlie Uggo |              | |                                |                              |                        |                       |                  |                     |
| 12 | 12           | "A Princesa e a Esmeralda Eterna – Parte 2 (BR)" "The Princess and the Everlasting Emerald: A Royal Woods Fairytale - Part 2" | Jonathan Judge                 | Tim Hobert & Alan Yanaga     | 9 de fevereiro de 2023 | 8 de julho de 2023    | 110              | 0.16                |
| Continuando seu conto de fadas para Lily, Lincoln menciona que Walter ficou mais um dia e as coisas pioraram no porão. Devido à partida de Charlie mais cedo, Lincoln envia Clyde para fazer todos os truques para atrasar a partida. A atuação de Flip é revelada quando Lynn Sr. revela a verdade, fazendo com que Walter tenha a Comida e Combustível da Flip demolida ao pôr do sol. Depois que Lincoln conta a sua família sobre Charlie voltando para o Tennessee, a família Loud organiza um evento de caridade chamado Loud-A-Palooza, onde Luna, Luan, Lynn e Lola escapam do porão, Lori chegando da Fairway University para ajudar e Liam se envolveu oferecendo às pessoas passeios a cavalo com seu cavalo Lightning Bolt. A família Loud deve arrecadar dinheiro suficiente para economizar Comida e Combustível do Flip, permitir que Lincoln obtenha a Esmeralda Eterna e entregá-la a Charlie antes que a família Uggo deixe Royal Woods. Atores convidados: Lexi DiBenedetto como Lori Loud, August Michael Peterson como Lily Loud, Bella Blanding como Charlie Uggo, Gavin Maddox Bergman como Liam Hunnicutt, Kevin Chamberlin como Flip Fillipini e Stephen Tobolowsky como Walter Phillipini |              | |                                |                              |                        |                       |                  |                     |
| 13 | 13           | "O Que Uma Mãe Tem Que Refazer? (BR)" "What's a Mother to Redo"                                                               | Jonathan Judge                 | Alan Yanaga                  | 1 de junho de 2023     | 1 de novembro de 2023 | 119              | 0.13                |
| No Dia das Mães, os planos de comemorar com Rita não saem conforme o planejado porque o suco de limão fez com que as fajitas quentes do café da manhã derramassem sobre Rita. Agora que as queimaduras de Rita sararam, Lynn Sr. leva seus filhos a fazer uma reforma no Dia das Mães, contra a objeção de Rita. Enquanto Lincoln e Clyde documentam o evento, coisas diferentes acontecem, como Howard e Harold conectando Lynn Sr. com sua amiga Alizae a fim de obter um pacote de spa para o primeiro spa do qual ela é proprietária, Lisa e Lily precisando que Rita os leve. Ao supermercado para comprar ingredientes para seu bolo favorito desde que Lynn Sr. está fora, Lana trabalhando para esmagar a mosca que estava incomodando Rita, Lori, Leni e Luna trabalhando em um show detalhando a vida de Rita onde eles competem para ver quem vai retratar Rita, Luan competindo com Lucy em uma disputa para ver quem fará um evento de sapateado para Rita, Lola organizando o armário de Rita e Lynn colocando Rita em uma pista de obstáculos. Estrelas convidadas: Lexi DiBenedetto como Lori Loud, Ray Ford como Harold McBride, Stephen Guarino como Howard McBride e August Michael Peterson como Lily Loud, Georgina Elizabeth Okon |              | |                                |                              |                        |                       |                  |                     |
| 14 | 14           | "Melhor Juntos (BR)" "Better Together"                                                                                        | Daniella Eisman                | Audrey Hobert                | 8 de junho de 2023     | 2 de novembro de 2023 | 117              | 0.14                |
| Lincoln e Clyde se preparam para a guerra do spitball, onde enfrentarão Liam e Rusty. A aprovação de Clyde no teste fez com que o Diretor Ramirez o transferisse para o programa B.E.T.R. (abreviação de Brilhante Excepcional Talentoso e Reparável) dirigido pelo Dr. Forest Harlow. Depois de não conseguir entrar no B.E.T.R. programa que o levou a ser retido, Lincoln trabalha para encontrar uma maneira de tirar Clyde do B.E.T.R. programa para que eles possam derrotar Liam e Rusty na guerra do spitball. Enquanto isso, Lynn Sr. fica com a música "Little Baby Bunny" de Johnny Rabbit presa em sua cabeça enquanto cuida de uma Lily doente enquanto ele trabalha para tirá-la da cabeça com a ajuda de Leni, Luan, Lucy, Lana e Lola. Estrelas convidadas: Stephen Guarino como Howard McBride, Ray Ford como Harold McBride, August Michael Peterson como Lily, Gavin Maddox Bergman como Liam Hunnicutt, Nolan Maddox como Rusty Spokes, Brian Thomas Smith como Sr. Bolhofner, Susie Castillo como Diretor Ramirez, Peter Diseth como Dr. Forest Harlow |              | |                                |                              |                        |                       |                  |                     |
| 15 | 15           | "Lar é Onde o Herói Está (BR)" "Home Is Where the Hero Is"                                                                    | Carlos González                | David McHugh & Matt Flanagan | 15 de junho de 2023    | 3 de novembro de 2023 | 113              | 0.16                |
| Lincoln entrevista Lynn Sr. sobre suas ações heróicas como parte de um concurso em que o vencedor lerá a reportagem do programa Rip Hardcore. Ele e Clyde vencem o concurso e são visitados por um imitador do Rip Hardcore, já que o verdadeiro não está disponível. Lynn Sr. se torna o pai Hardcore para passar o dia com Lincoln e Clyde com resultados cômicos até que Rip Hardcore apareça. Enquanto isso, no Green Tee Golf Course, Lori acaba enfrentando Taylor Wedge da Smacktauk University durante o Campeonato Regional do Grande Acre e foge de volta para Royal Woods. Depois de atender o telefone de Lori, onde Taylor está do outro lado, Lynn finge obter uma pontuação mais alta no Green Tee Golf Course para reacender o fogo competitivo de Lori para que ela possa vencer Taylor. Rita encontra na lavanderia um tíquete de massagem gratuito que vai expirar em breve e tem que deixar de lado seus planos quando Leni não consegue encontrar seus óculos escuros. Estrelas convidadas: Lexi DiBenedetto como Lori Loud, Miles Burris como Rip Hardcore, Brittany Bardwell como Taylor Wedge |              | |                                |                              |                        |                       |                  |                     |
| 16 | 16           | "Soletrar e Campainhar (BR)" "Spelling and Doorbelling"                                                                       | Jonathan Judge                 | Peter Limm                   | 15 de junho de 2023    | 5 de dezembro de 2023 | 115              | 0.12                |
| Lincoln e Clyde participam de uma vala ding dong enquanto planejam fazê-lo no Sr. Grouse. Luan conta a eles sobre a vez em que ela tentou pregar uma peça na caixa de correio do Sr. Grouse. Eles logo descobrem por que Luan considera o Sr. Grouse difícil de pregar peças, pois eles acabam em uma guerra de pegadinhas com ele. Luan se oferece para ajudá-los a derrotar o Sr. Grouse em uma guerra de pegadinhas. Enquanto isso, Lisa planeja se juntar a um time de beisebol depois da escola, já que Lynn a encontra competindo em uma versão de ortografia que envolve acertar a grafia de uma palavra que é supervisionada pela Srta. Allegra. Lynn se oferece para ajudar Lisa treinando seu time de beisebol com a ajuda de Lynn Sr. Estrelas convidadas: August Michael Peterson como Lily Loud, Peter Breitmayer como Mr. Grouse |              | |                                |                              |                        |                       |                  |                     |
| 17 | 17           | "Bons Sonhos São Feitos de Queijo (BR)" "Sweet Dreams Are Made of Cheese"                                                     | Carlos González                | Angela Yarbrough             | 22 de junho de 2023    | 4 de dezembro de 2023 | 114              | 0.14                |
| Um dia na casa dos Loud começa com Leni segurando a porta da geladeira aberta, Lynn Sr. não querendo que Lily ande de scooter, Rita tentando fazer Lana e Lola comerem brócolis, Lisa tentando treinar seu hamster Sr. para encontrar o Sr. Coconuts, Luna cancelando a gravação de seu jingle de pasta de dente e Lynn se preparando para um evento esportivo. Lincoln e Clyde são recebidos por Haiku, Boris e Dante, que se encontram com Lucy para "mostrar e assustar". Boris conta a história do queijo feito com leite de vaca louca. As informações estão incompletas devido à falta de uma página. Pensando que o queijo lhes dá superpoderes, Lincoln faz Clyde assá-lo em um cheesecake enquanto eles o deixam repousar por 15 minutos até que a página perdida seja encontrada, revelando que ela induz a sonolência de 100 anos. Todos chegam em casa primeiro e comem o cheesecake. Com a ajuda do Clube dos Morticians, Lincoln e Clyde devem entrar nos pesadelos de todos para acordá-los antes do pôr do sol. Estrelas convidadas: August Michael Peterson como Lily Loud, Joshua Gallup como Boris, Max Malas como Dante, Hannah Alltmont como Haiku, Jack McQuaid como Mr. Coco |              | |                                |                              |                        |                       |                  |                     |
| 18 | 18           | "No Amor e Na Festa do Pijama Vale Tudo (BR)" "All Fair in Love and Sleepovers"                                               | Jonathan Judge                 | David S. Rosenthal           | 22 de junho de 2023    | 6 de dezembro de 2023 | 116              | 0.09                |
| Lincoln e Clyde estão dando uma festa do pijama com Liam, Rusty e Zach. Usando diferentes tecnologias, Lincoln traz Charlie para a festa do pijama. Os pares de Lincoln e Charlie nas diferentes atividades começam a causar ciúmes em Clyde o suficiente para convocar Lola para um teste para um novo melhor amigo. Lori está planejando reencenar seu primeiro encontro com Bobby enquanto trabalha para evitar que ele se envolva na festa do pijama de Lincoln. Tendo desenvolvido uma paixão por Luna, Liam a ajuda a escrever uma música country. Luan assume uma atuação dramática ao criar personagens diferentes ao ajudar Lori a reconquistar Bobby. Estrelas convidadas: Lexi DiBenedetto como Lori Loud, Bella Blanding como Charlie Uggo, Damian Alonso como Bobby Santiago, Mateo Castel como Zach Gurdle, Gavin Maddox Bergman como Liam Hunnicutt, Nolan Maddox como Rusty Spokes |              | |                                |                              |                        |                       |                  |                     |
| 19 | 19           | "Um Amigo Para Amar (BR)" "Some Buddy to Love"                                                                                | Daniella Eisman                | John Dale                    | 29 de junho de 2023    | 7 de dezembro de 2023 | 118              | 0.15                |
| Lynn Sr. e Rita dormem demais e preparam as crianças para a escola, apenas para saber com a chegada de Clyde que é sábado, pois também é mencionado que Leni levou Lily para visitar Pop-Pop. Para ter um dia de relaxamento, Lynn Sr. e Rita estabelecem o Buddy Day, onde as crianças são emparelhadas por meio de uma máquina de loteria e devem aprender mais umas sobre as outras até o final do dia ou serão punidas. Lucy está emparelhada com Lisa, Lana está emparelhada com Lola, Luna está emparelhada com Luan e Lincoln está emparelhado com Lynn. Enquanto cada uma das crianças luta para aprender mais uma sobre a outra, Lynn Sr. e Rita lutam para planejar um evento que possam realizar. |              | |                                |                              |                        |                       |                  |                     |
| 20 | 20           | "Pequena-garota-urru Tem Talento (BR)" "Little-ol-lady-whoooo Has Talent"                                                     | Jonathan Judge                 | Tim Hobert & Alan Yanaga     | 29 de junho de 2023    | 8 de dezembro de 2023 | 120              | 0.12                |
| A 84ª Competição Anual de Crianças de Royal Woods Tem Talento está ocorrendo enquanto a família Loud trabalha para vencer a família Torkelson, que os derrotou muitas vezes. Howard e Harold McBride estão apresentando o Concurso de Talentos de Royal Woods. Como a única pessoa que não tem um talento digno, Lincoln convoca Clyde para ajudá-lo a encontrar um talento, apenas para acabar competindo com Clyde no canto até competirem com Thor Torkelson. Cada uma das irmãs Loud luta para aperfeiçoar seus atos. Quando chega a noite do evento, cada uma das crianças Loud e Clyde lutam para vencer seus oponentes. Estrelas convidadas: Lexi DiBenedetto como Lori Loud, Ray Ford como Harold McBride, Stephen Guarino como Howard McBride, August Michael Peterson como Lily Loud, Jim Garrity como Fred Torkelson |              | |                                |                              |                        |                       |                  |                     |

### 2ª Temporada (2024)
| N.º na série | N.º na temp. | Título | Dirigido por    | Escrito por                     | Exibição original       | Exibição no Brasil                                               | Cód. de produção | Audiência (milhões) |
| --- | ------------ | --- | --------------- | ------------------------------- | ----------------------- | ---------------------------------------------------------------- | ---------------- | ------------------- |
| 21 | 1            | "Um Musical para Lembrar (BR)" "A Musical to Remember"                                                                    | Jonathan Judge  | David McHugh & Matthew Flanagan | 19 de fevereiro de 2024 | 16 de setembro de 2024 (Parte 1)17 de setembro de 2024 (Parte 2) | 998              | 0.13                |
| Neste episódio musical, aproxima-se o último dia de verão. Fora o fato de Lana e Lola terem crescido nos dois dentes superiores, Clyde está retornando de 3 semanas do acampamento francês, enquanto Lincoln planeja fazer as malas durante todo o verão em um dia. Infelizmente, Lincoln, sem saber, come um pouco da jujuba que apaga a memória de Lisa, que ela deu anteriormente ao Sr. Simmons é chamado para diagnosticar amnésia em Lincoln, pois afirma que eles devem cantar para ele para refrescar sua memória ao pôr do sol, ou então suas memórias desaparecerão para sempre. Enquanto isso, Lori não encontrou o momento certo para contar à família que deixará a Fairway University e voltará para casa enquanto questiona sua decisão com Bobby. Estrelas convidadas: Lexi DiBenedetto como Lori, August Michael Peterson como Lily, Damian Alonso como Bobby, Brian George como Doutor |              | |                 |                                 |                         |                                                                  |                  |                     |
| 22 | 2            | "A Surpresa do Tennessee: O Amor Está no Ar (BR)" "The Tennessee Surprise: Love Is in the Air"                            | Jonathan Judge  | Audrey Hobert                   | 6 de março de 2024      | 18 de setembro de 2024                                           | ASA              | ASD                 |
| Lincoln, Clyde, Charlie, Sr. Bolhofner e uma criança estão em um balão de ar quente em fuga. Há um mês, Lincoln disse a Clyde que o aniversário de Charlie está chegando e que eles deveriam se juntar à equipe de debate que participa do debate enquanto convencem o Sr. Bolhofner a deixá-los participar. Ele também recusou algumas ligações de Charlie para não estragar uma surpresa para ela. Quando o torneio de debate é cancelado, Lincoln convence o Sr. Bolhofner a levar ele e Clyde ao Tennessee para ver Charlie, onde Lincoln o encontra devido ao seu fraquinho pelo amor. Ao chegar ao Tennessee após alguns contratempos, Lincoln encontra Charlie com um garoto chamado Marcus, que é seu novo namorado. Enquanto isso, Lynn Sr. faz com que o resto das irmãs Loud recebam tarefas baseadas em Lily que não podem ser negociadas quando se trata de cuidar de Lily, para grande aborrecimento de Rita, que está com prazo para terminar um artigo. Estrelas convidados: August Michael Peterson como Lily, Brian Thomas Smith como Sr. Bolhofner, Bella Lorraine Blanding como Charlie Uggo, Tommy Snider como Oficial Tryber |              | |                 |                                 |                         |                                                                  |                  |                     |
| 23 | 3            | "A última Amiga de Pé (BR)" "Last Friend Standing"                                                                        | Carlos González | Michael Hobert                  | 13 de março de 2024     | 19 de setembro de 2024                                           | 205              | 0.09                |
| Já se passou um mês desde que Lincoln soube que Charlie começou a namorar Marcus. Lincoln está de mau humor em seu quarto enquanto Clyde tenta animá-lo. Depois que seu time conquistou a vitória, Lynn menciona que foi convidada para uma festa do pijama, embora já não o faça há algum tempo, já que sempre alguém acaba no hospital. Como Lincoln não está preparado para ajudar a bolar um plano, ajude Lynn, Luna, Luan, Lana, Lola e Lisa a trabalhar para bolar um plano sem ele. Embora Lincoln tenha a ideia de conseguir uma nova namorada de um dos atendentes da festa do pijama de Clyde e elabore um plano para realizar a festa do pijama na Loud House. Assim que a "Operação: Limpeza Limpa" começa, Lynn convida sua equipe composta por Amber D., Amber K., Katie, Tiffany e Zia enquanto trabalham para garantir que a festa do pijama de Lynn ocorra sem problemas, o que se torna difícil quando chega, a um incidente que incita uma briga de travesseiros. Estrelas convidados: August Michael Peterson como Lily Loud e Sanjana Rajagopalan como Zia |              | |                 |                                 |                         |                                                                  |                  |                     |
| 24 | 4            | "Uma Dúzia de Louds (BR)" "Louder by the Dozen"                                                                           | Daniella Eisman | Peter Limm                      | 20 de março de 2024     | 20 de setembro de 2024                                           | 206              | 0.08                |
| Nos últimos meses, o Loud House aumentou ainda mais quando a nova amiga de Lynn, Zia, estava saindo. Toda a família Loud gostou de sua companhia, exceto Clyde. Clyde está com ciúmes porque Zia assumiu sua posição de "12º Loud". Quando Lori chega em casa, ela conhece Zia, que entrou no chat do grupo de irmãs. Clyde afirma que Zia está ocupando seu lugar na Loud House porque ele está deprimido demais para sair do quarto de Lincoln. Enquanto Clyde está arrasado nos últimos dois dias, Lincoln convoca Liam, Rusty e Zach para ajudar, apenas para que eles se sintam atraídos pelos amigos de Lori durante a festa na piscina da família Loud, fazendo com que Clyde se retire para sua casa. Estrelas convidados: Lexi DiBenedetto como Lori Loud, August Michael Peterson como Lily Loud, Sanjana Rajagopalan como Zia, Gavin Maddox Bergman, Mateo Castel como Zach e Nolan Maddox como Rusty |              | |                 |                                 |                         |                                                                  |                  |                     |
| 25 | 5            | "Caras Legais São Raros (BR)" "Nice Guys Finish First"                                                                    | Jonathan Judge  | Alan Yanaga                     | 3 de junho de 2024      | 23 de setembro de 2024                                           | 203              | 0.10                |
| Lincoln desenvolveu uma paixão por Zia com a qual Lynn não se sente confortável. Clyde sugere a Lincoln que ele pergunte a Lynn se ele pode namorar Zia. Embora Lynn não permita que Lincoln a desafie para uma competição onde a vitória de Lincoln permitirá que ele convide Zia para sair e a vitória de Lynn tendo Lincoln não fazendo a pergunta a Lynn novamente. Enquanto isso, Rita está saindo da cidade em uma viagem de meninas enquanto Lynn Sr. é instruída a treinar Lily para usar o penico, a não deixar Leni ir a qualquer lugar fora da escola enquanto ela estiver de castigo, garantindo que Lisa tenha seu namorado para brincar devido a ela ser anti-social, e para evitar que Lana e Lola adotassem um gato de rua que entrou em casa e arranhou uma das roupas de Rita. Como o treinamento de Lily para usar o penico é difícil devido ao fato de ela ser viciada na marca de fraldas Poopy Panda, Lana e Lola tentam subornar Lynn Sr. para adotar o gato de rua em troca de sua ajuda, enquanto Leni tenta subornar Lynn Sr. por ajudar Lisa a não ser anti-social. |              | |                 |                                 |                         |                                                                  |                  |                     |
| 26 | 6            | "Tribunal da Família Loud: Chamas da Justiça (BR)" "Loud Family Court: The Flames of Justice"                             | Jonathan Judge  | Amy Pittman                     | 4 de junho de 2024      | 24 de setembro de 2024                                           | 210              | 0.08                |
| Lincoln acorda cedo e acaba tendo que apagar o fogo da cozinha. Enquanto suas irmãs acordadas alegaram que Lincoln iniciou o incêndio, Lynn Sr. usa suas habilidades de detector de mentiras para descobrir se Lincoln iniciou o incêndio, ao afirmar que encontrou a cozinha em chamas que ele apagou. Para resolver este problema, Lynn Sr. e Rita iniciam o Loud Family Court enquanto Clyde se torna advogado de Lincoln. Lynn Sr. atua como juíza, Rita atua como oficial de justiça após ter sido negada a oportunidade de ser juíza, Leni atua como promotora depois de assistir Legalmente Loira e Legalmente Loira 2, Luna fornece a música, Luan faz os comentários do tribunal e Todd é o repórter do tribunal. Se ninguém for considerado culpado, todos serão considerados culpados. A pena por incendiar a cozinha fará com que o culpado fique de castigo para sempre e tenha que limpar a cozinha com uma escova de dente minúscula. Clyde trabalha para provar a inocência de Lincoln. |              | |                 |                                 |                         |                                                                  |                  |                     |
| 27 | 7            | "Escapando da Queimada (BR)" "Get Out of Dodgeball"                                                                       | Carlos González | Angela Yarbrough                | 5 de junho de 2024      | 25 de setembro de 2024                                           | 204              | 0.05                |
| Lincoln menciona como ele e Clyde trabalharam para sair da aula de ginástica devido às queimadas. Eles saíram do ginásio porque o treinador Keck se machucou quando as telhas do ginásio caíram sobre ela, fazendo com que eles se opusessem a todos os movimentos dos valentões. Clyde conseguiu ingressos para ele e Lincoln para o Espetacular Animal Selvagem de Rip Hardcore, onde eles desobedecem à regra de não trazer comida para a expedição, fazendo com que um falcão ataque uma criança que foi ferida pelo vício de Lincoln e Clyde em Cachorro-quente. Como resultado, um novo Rip Hardcore agora está apresentando seu show enquanto eles encontram o Rip Hardcore anterior (cujo nome verdadeiro é Stanley Bunch, já que o estúdio possui o nome Rip Hardcore) na lixeira. Para compensar Stanley, Lincoln permite que Stanley fique no Loud House. Quando Stanley se torna incrível demais para a família Loud, Lincoln e Clyde logo são treinados por ele para melhorar no ensino médio. Estrelas convidados: Miles Burris como Rip Hardcore / Stanley Bunch, Stevie Baggs Jr. |              | |                 |                                 |                         |                                                                  |                  |                     |
| 28 | 8            | "Louds Apaixonados (BR)" "Louds in Love"                                                                                  | Daniella Eisman | Tim Hobert                      | 10 de junho de 2024     | 26 de setembro de 2024                                           | 207              | 0.08                |
| No Dia dos Namorados é na casa dos Louds. O amor está no ar, mas Lynn Sr. e Rita estão deprimidas. Lana e Lola investigam por que seus pais estão desanimados ao obterem ajuda de Lucy, onde um dos motivos envolve a falta de dinheiro, de acordo com Lisa e duas pessoas chamadas Pierre e Colette. Lincoln se prepara para seu encontro com Zia porque está nervoso por ficar sozinho com ela. Clyde está se preparando para sua foto do Dia dos Namorados com seus pais e acaba ajudando-o subornando uma garota do ativismo chamada Kiersten para ser seu par no último minuto. Lori ganha uma escultura de Bobby feita com itens do mercado por não ter dinheiro para comprar um presente de verdade para ela. Luna trabalha em uma música para Sam enquanto se pergunta se ela é boa o suficiente. Luan se interessa por seu colega mímico Scottie quando trabalha em uma próxima apresentação escolar. Leni não tem namorado e dá conselhos aos irmãos. Estrelas convidados: Lexi DiBenedetto como Lori, Sanjana Rajagopalan como Zia, Damian Alonso como Bobby Santiago, Angelina Melodee Boris como Sam Sharp, Stephen Full como Phillipe, Merrick Hanna como Scotty e Sophie Knapp como Kiersten |              | |                 |                                 |                         |                                                                  |                  |                     |
| 29 | 9            | "O Outro Homem com Planos Muito Melhores (BR)" "The Other Man With Better Plans"                                          | Jonathan Judge  | John Dale                       | 11 de junho de 2024     | 27 de setembro de 2024                                           | 208              | 0.09                |
| Lincoln, Clyde, Liam, Rusty e Zach estão passando um fim de semana de meninos enquanto bebem leite da vaca de Liam, Betsy. Lynn está com Zia em uma convenção de futebol onde elas não podem levar seus celulares. Como Zia não bloqueou o telefone, Rusty tenta Lincoln a ler as mensagens de um homem do shopping chamado Chad. Os amigos de Lincoln presumem que Zia está sendo roubada por Chad, que se autodenomina um homem com planos melhores, levando a uma série de mal-entendidos. Enquanto isso, Luan faz outra tentativa com Scotty, já que ela não o viu fora de sua roupa de mímica, fazendo com que Lori e Leni descobrissem onde Scotty mora e descobrissem como ele é fora de sua maquiagem de mímica. Estrelas convidados: Lexi DiBenedetto como Lori Loud, Gavin Maddox Bergman como Liam Hunnicut, Mateo Castel como Zach Gurdle, Nolan Maddox como Rusty Spokes, Stephen Full como Phillipe, Merrick Hanna como Scotty e Jackson Dollinger como Chad |              | |                 |                                 |                         |                                                                  |                  |                     |
| 30 | 10           | "McCloud Versus Máquina (BR)" "McCloud vs. Machine"                                                                       | Carlos González | Michael Hobert                  | 12 de junho de 2024     | 25 de novembro de 2024                                           | 211              | ASD                 |
| Lincoln e Clyde estão trabalhando no roteiro de seu filme Robot Wars. Precisando de dinheiro para sobreviver, eles saem em busca de emprego. Uma semana depois, Lincoln e Clyde conseguiram emprego em uma lanchonete chamada Denunzio's Subs. Durante uma de suas entregas, eles descobrem que um robô chamado GoBox está fazendo as entregas para o pessoal do Denunzio's Subs. Seu chefe, Sr. Kim, disse a eles que a inteligência artificial é a onda do futuro. Kim diz a eles que, se conseguirem superar o GoBox, eles manterão seus empregos. Enquanto isso, Luan manda mensagens de texto para as pessoas com suas piadas e elas continuam enviando respostas LOL e retaliando dando-lhes sermões. Enquanto se pergunta por que Rita está recusando massagens nos pés, Lynn Sr. faz com que suas filhas sejam honestas umas com as outras, o que dá terrivelmente errado. Estrelas convidados: Eddie Shin como Sr. Kim e Aly Sykes como Brenda |              | |                 |                                 |                         |                                                                  |                  |                     |
| 31 | 11           | "Blues dos Loud (BR)" "Loud Blues"                                                                                        | Carloz González | Angela Yarbrough                | 17 de junho de 2024     | 26 de novembro de 2024                                           | 213              | ASD                 |
| Seguindo o trabalho de Lincoln e Clyde em uma peça de Top Gun feita por Howard e Harold McBride, Lily não consegue encontrar seu unicórnio de pelúcia. Para mantê-la satisfeita, Lincoln dá a ela Bun-Bun, o que impressiona Zia. Embora ele não tenha conseguido dormir sem Bun-Bun enquanto Rita tenta usar um Bun-Bun reserva. Quando isso falha, Clyde tenta ajudar Lincoln a encontrar outro animal de pelúcia que não vai bem enquanto eles tentam encontrar o unicórnio de pelúcia. Enquanto isso, Luna encontra uma guitarra atrás de The Burnt Bean e trabalha para devolvê-la ao seu idoso proprietário, Buddy Purkens, que não a quer de volta. Ao mesmo tempo, Luan obtém sua licença de aluno, pois Lynn Sr. quer ensiná-la para que ele possa provar a Rita que é o melhor instrutor de direção, onde Lynn Sr. treinou Leni e Rita treinou Lori e Luna quando elas também encontram Buddy Purkens. Estrelas convidados: August Michael Peterson como Lily Loud, Sanjana Rajagopalan como Zia, Larry McCray como Buddy Purkens e Austin Boyce como Tina |              | |                 |                                 |                         |                                                                  |                  |                     |
| 32 | 12           | "A Grande Aventura das Irmãzinhas (BR)" "Little Sisters' Big Adventure"                                                   | Jonathan Judge  | Peter Limm                      | 18 de junho de 2024     | 27 de novembro de 2024                                           | 212              | ASD                 |
| Lori, Leni, Luna e Luan saem para almoçar no Royal Woods Mall. Eles não querem trazer Lucy, Lana, Lola e Lisa, pois é uma viagem de irmã mais velha. Descontentes por não poderem acompanhá-los na noite de cinema, Lucy, Lana, Lola e Lisa viajam clandestinamente em Vanzilla quando planejam ver um filme chamado The Rise of Blood River: Hookhand Returns no teatro Royal Woods Drive-In. Na chegada, Lucy, Lana, Lola e Lisa se envolvem nas atividades enquanto lutam com os irmãos da fraternidade Brody, Cody e Lump de Penta Chi e evitam o segurança do drive-in, Butch. Enquanto isso, Lynn Sr. e Rita têm seu encontro noturno afetado por Lincoln e Clyde trabalhando em uma obra-prima para a competição Royal Woods BRICKCO. Estrelas convidados: Lexi DiBenedetto como Lori Loud, Charlie Hobert como Butch, Isaiah Nicholas Piece como Brody, Matthew Read como Cody e Matthew D. Torkilsen como Lump |              | |                 |                                 |                         |                                                                  |                  |                     |
| 33 | 13           | "O Namorado Não Sai de Cena (BR)" "The Boyfriend Stays in the Picture"                                                    | Jonathan Judge  | Tim Hobert                      | 19 de junho de 2024     | 28 de novembro de 2024                                           | 214              | ASD                 |
| Lincoln e Clyde estão trabalhando na cena final de seu filme Robot Wars 2, que será mostrado a um investidor chamado Prescott Money Green. Eles recrutaram Bobby para participar do filme. As coisas pioram quando Lori e Bobby discutem sobre as calças justas que ela comprou para ele e que os levaram ao rompimento. Com Lori proibindo qualquer pessoa de ver ou falar com Bobby, Lincoln e Clyde trabalham para encontrar uma maneira de reunir Lori e Bobby novamente e terminar Robot Wars 2 antes do prazo que Prescott Moneygreen lhes deu. Enquanto isso, Lana e Lola tentam encontrar maneiras de fazer com que Lynn Sr. aumente a hora de dormir. Ao mesmo tempo, Lynn Sr. e Rita discutem sobre o rompimento de Lori e Bobby e Rita comprar bananas demais. Estrelas convidados: Lexi DiBenedetto como Lori Loud, Damian Alonso como Bobby Santiago, Zach Zagoria como Patrick e John O'Hurley como Prescott Moneygreen |              | |                 |                                 |                         |                                                                  |                  |                     |
| 34 | 14           | "O Homem com o Plano Alternativo (BR)" "The Man with the Backup Plan"                                                     | Daniella Eisman | Alan Yanaga                     | 18 de setembro de 2024  | 29 de novembro de 2024                                           | 215              | ASD                 |
| Lynn participa de um evento na Escola Secundária de Royal Woods onde a jogadora profissional de futebol Alexa Jordan está discursando. Ela afirma que 1 em 2.000.000 chegará a se tornar um jogador de futebol e sugere que todos que não chegarem tenham um plano B. Movida pelo discurso de Alexa, Lynn planeja ter um plano B. Lincoln tem a ideia de ajudar suas irmãs com um plano B, onde ele faz Lisa trabalhar em uma posição de entrada na Royal Woods Technology, Lynn trabalhar como membro da vigilância do bairro, Luan trabalhar como atendente de ônibus e Luna trabalhar como cantora de casamento. Isso dá a Clyde um problema quando ele tem um primeiro encontro com uma garota chamada Angie, fazendo com que ele aceite conselhos de Lana e Lola. Enquanto Lisa se torna bem-sucedida, Lynn, Luna e Luan fazem seus trabalhos, o que dá comicamente errado, enquanto Clyde luta para impressionar Angie. Enquanto isso, Lynn Sr. passa por um gerenciamento de estresse ao se juntar a Lucy depois de vê-la se acalmar e passa por diferentes estágios de permanecer calma, o que acaba fazendo com que Rita faça todas as tarefas. Estrelas convidadas: August Michael Peterson como Lily, Kara Royster como Alexa Jordan, Kylee Brown como Angie e Gabriel Burrafato como Greg |              | |                 |                                 |                         |                                                                  |                  |                     |
| 35 | 15           | "A Odisseia (BR)" "The Odyssey"                                                                                           | Daniella Eisman | Tim Hobert & Alan Yanaga        | 25 de setembro de 2024  | 2 de dezembro de 2024                                            | 215              | ASD                 |
| Enquanto Lynn Sr. e Rita se organizam para a competição científica de Lisa nesta prequela de "The Man with the Backup Plan", Lincoln conta a eles que a família de Clyde está se mudando para a Flórida depois que Howard foi promovido pelo CEO da Dynacorp, Sr. Worthington, e está ficando de fora da competição científica de Lisa. Eles planejam fazer tudo antes que a família de Clyde se mude. Uma das coisas que Clyde quer fazer é ir ao Mac's e tomar um milkshake como eles fizeram quando se tornaram amigos. Embora eles façam coisas de antemão, como ajudar uma senhora idosa a se mudar e pegar seu cachorro Rumsfield que fugiu, encontrar seu antigo forte, entrar em conflito com a gangue de motoqueiros Death on Wheels liderada por Buford e se esconder na Dynacorp. Embora Clyde tenha um motivo real para ir ao Mac's que envolve uma garota chamada Angie que trabalha lá. Estrelas convidadas: Stephen Guarino como Howard McBride, Eric Allan Kramer como Buford, Kylee Brown como Angie e Ellen Karsten como Mulher Idosa |              | |                 |                                 |                         |                                                                  |                  |                     |
| 36 | 16           | "Um Conto de Três Festas (BR)" "A Tale of Three Parties"                                                                  | Jonathan Judge  | Tim Hobert & Michael Hobert     | 2 de outubro de 2024    | 3 de dezembro de 2024                                            | 217              | ASD                 |
| Três festas diferentes estão acontecendo na Loud House ao mesmo tempo, por decisão de Lynn Sr. e Rita quando isso foi trazido à tona com eles. Lincoln e Clyde organizam um jogo de doces em que o vencedor leva tudo, chamado "Candy Slam", com Liam, Rusty, Zach e algumas pessoas da escola. Lori, Leni e Bobby organizam uma festa de máscaras com tema de Timothée Chalamet com seus pais e outras pessoas para comemorar o lançamento de seu filme Midnight Masquerade (estrelado por Chalamet e Sophie Etienne), onde a última pessoa desmascarada vence o concurso. Lucy e seu Clube de Agentes Funerários organizam um Festival da Lua de Sangue. Quando o Clube de Agentes Funerários se vê atraído pelo jogo de doces como Dante se tornando o parceiro propenso a acidentes de Lincoln quando Hudson Frickley se machuca, Lucy teme que seus amigos se separem e começa a mirar nos amigos de Lincoln um por um. Estrelas convidadas: Lexi DiBenedetto como Lori Loud, Damian Alonso como Bobby, Nolan Maddox como Rusty Spokes, Mateo Castel como Zach Gurdle, Gavin Maddox Bergman como Liam Hunnicut, Anthony Joo como Hudson, Joshua Gallup como Boris e Max Malas como Dante, Hannah Alltmont como Haiku |              | |                 |                                 |                         |                                                                  |                  |                     |
| 37 | 17           | "Noite de Jogos (BR)" "Game Night"                                                                                        | Jonathan Judge  | Tyler Mar & Derek Isa           | 9 de outubro de 2024    | 4 de dezembro de 2024                                            | 218              | ASD                 |
| Três festas diferentes estão acontecendo na Loud House ao mesmo tempo, por decisão de Lynn Sr. e Rita quando isso foi trazido à tona com eles. Lincoln e Clyde organizam um jogo de doces em que o vencedor leva tudo, chamado "Candy Slam", com Liam, Rusty, Zach e algumas pessoas da escola. Lori, Leni e Bobby organizam uma festa de máscaras com tema de Timothée Chalamet com seus pais e outras pessoas para comemorar o lançamento de seu filme Midnight Masquerade (estrelado por Chalamet e Sophie Etienne), onde a última pessoa desmascarada vence o concurso. Lucy e seu Clube de Agentes Funerários organizam um Festival da Lua de Sangue. Quando o Clube de Agentes Funerários se vê atraído pelo jogo de doces como Dante se tornando o parceiro propenso a acidentes de Lincoln quando Hudson Frickley se machuca, Lucy teme que seus amigos se separem e começa a mirar nos amigos de Lincoln um por um. Estrelas convidadas: Lexi DiBenedetto como Lori Loud, Damian Alonso como Bobby, Nolan Maddox como Rusty Spokes, Mateo Castel como Zach Gurdle, Gavin Maddox Bergman como Liam Hunnicut, Anthony Joo como Hudson, Joshua Gallup como Boris e Max Malas como Dante, Hannah Alltmont como Haiku |              | |                 |                                 |                         |                                                                  |                  |                     |
| 38 | 18           | "Contos Épicos de Gafes Épicas - O Homem Louco com o Plano (BR)" "Epic Tales of Epic Fails: The Madman with the Plan"     | Julian Petrillo | David McHugh and Matt Flanagan  | 16 de outubro de 2024   | 5 de dezembro de 2024                                            | 219              | ASD                 |
| Lincoln e Clyde tentam fazer uma acrobacia na rampa de bicicleta enquanto seu amigo Hudson aparece para assistir à acrobacia. Depois de encontrar a mãe de Hudson, Karen, que foi responsável pela proibição do giz de cera e pelos planos futuros de demolir o parquinho onde Hudson ficou enjoado, Lynn Sr. e Rita se deparam com a rampa de bicicleta enquanto dizem para eles mandarem Hudson para casa ou desmontarem a rampa de bicicleta antes que algo ruim aconteça e antes que eles voltem da loja de ferragens para comprar algo para lixar o chão. Hudson sai da rampa de bicicleta para impressionar Luna e quebra o braço, fazendo com que Lincoln, Clyde, Leni, Luna, Lucy, Lana e Lola cubram o incidente antes que seus pais e/ou Karen descubram. Enquanto isso, Luan criou um site de falhas e falhas épicas enquanto Lynn tenta fazer uma com Lana e Lola gravando. Para provar que a ciência pode superar a comédia engraçada, Lisa baixa cinco décadas de especiais de stand-up no disco rígido de Todd, fazendo com que Luan acabe em uma guerra com ela, o que dá terrivelmente errado para Todd. Estrelas convidadas: Jessica Pohly como Karen e Anthony Joo como Hudson |              | |                 |                                 |                         |                                                                  |                  |                     |
| 39 | 19           | "Uma Ação de Graças Really Loud - A Gritaria do Glugluglu (BR)" "A Really Loud Thanksgiving: The Gobble Squabble Debacle" | Julian Petrillo | David S. Rosenthal              | 26 de novembro de 2024  | 6 de dezembro de 2024                                            | 220              | ASD                 |
| No Dia de Ação de Graças, Lincoln e Clyde planejam aparecer no noticiário local de Ação de Graças dirigido pelo âncora principal Chip Winters (que continua a considerar Lincoln e Clyde não dignos de notícia o suficiente) após serem retirados do noticiário de Liam por não terem o "fator it". Lana tenta fazer com que sua família assine uma petição para não comer peru. Lynn Sr. e Rita trabalham na preparação do jantar de Ação de Graças com a ajuda de Lily, pois Luna, Luan e Lucy não querem ajudar, pois "trairiam" Lily. Enquanto ajudava Lisa a trabalhar na confecção das Expando-Pants para a Black Friday, Leni descobre que um garoto que ela conheceu no shopping chamado Patrick em "The Boyfriend Stays in the Picture" nunca comemorou o Dia de Ação de Graças e ela o convida, pois Lori se lembra dele. Enquanto Lori e Lynn trabalham no Turkey Bowl Draft, Lola dá a notícia de que foi nomeada Little Miss Giblets, onde perdoará um peru, pois Lincoln, Clyde e Lisa planejam tirar vantagem disso. Ela descobre por Lana que Little Miss Giblets é o rosto da GibCo, que é a maior distribuidora de perus e matadores de perus do Centro-Oeste dos Estados Unidos. Ao ver que Lana estava certa ao ir e descobrir que o líder da GibCo, Franklin Whitecollar, mandará o peru perdoado que o Sr. Gobblesworth enviou para o matadouro, Lola descobre que tudo foi uma farsa e convoca Luan, Lucy, Lana, Lisa e Lynn Sr. para ajudar a salvar o Sr. Gobblesworth, o que leva a um impasse na Loud House. Estrelas convidadas: Lexi DiBenedetto como Lori Loud, Zach Zogoria como Patrick, Kevin Farley como Franklin Whitecollar, August Michael Peterson como Lily Loud e Brian Schaeffer como Chip Winters |              | |                 |                                 |                         |                                                                  |                  |                     |

## Recepção
Stephanie Snyder, da Common Sense Media, deu à série três de cinco estrelas, dizendo que "o show de ação ao vivo certamente capturará os corações dos jovens telespectadores que já amavam The Loud House ao ver os personagens ganharem vida."

### Avaliações
| Temporada | Episódios | Primeira exibição       | Primeira exibição   | Última exibição        | Última exibição     | Méd. audiência (milhões) |
| Temporada | Episódios | Data                    | Audiência (milhões) | Data                   | Audiência (milhões) | Méd. audiência (milhões) |
| --------- | --------- | ----------------------- | ------------------- | ---------------------- | ------------------- | ------------------------ |
| 1         | 19        | 3 de novembro de 2022   | 0.22                | 29 de junho de 2023    | 0.12                | 0.17                     |
| 2         | 19        | 19 de fevereiro de 2024 | 0.13                | 26 de novembro de 2024 | ASD                 | 0.10                     |

### Prêmios e indicações
| Ano  | Prêmio                                         | Categoria                                    | Indicado(s)                     | Resultado | Ref.   |
| ---- | ---------------------------------------------- | -------------------------------------------- | ------------------------------- | --------- | ------ |
| 2023 | Make-Up Artists and Hair Stylists Guild Awards | Children and Teen Programming - Best Make-Up | Sierra Barton, Alisha Baijounas | Indicado  | [ 35 ] |
| 2023 | Kids' Choice Awards                            | Favorite Kids TV Show                        | The Really Loud House           | Indicado  | [ 36 ] |
| 2023 | Children's and Family Emmy Awards              | Stunt Coordination for a Live Action Program | The Really Loud House           | Indicado  | [ 37 ] |
| 2024 | Kids' Choice Awards                            | Favorite Kids' TV Show                       | The Really Loud House           | Indicado  |        |
| 2025 | Kidscreen Awards                               | Best Live-Action Series - Kids               | The Really Loud House           | Pendente  | [ 38 ] |